# Nuoto ai Giochi della XIX Olimpiade - 100 metri dorso femminili
La competizione dei 100 metri dorso femminili di nuoto ai Giochi della XIX Olimpiade si è svolta nei giorni 22 e 23 ottobre 1968 alla Piscina Olímpica Francisco Márquez di Città del Messico.

## Programma
| Data            | Round        | Note                                |
| --------------- | ------------ | ----------------------------------- |
| 22 ottobre 1968 | 6 Batterie   | I migliori 16 tempi alle semifinali |
| 22 ottobre      | 2 Semifinali | I migliori 8 tempi alla finale      |
| 23 ottobre      | Finale       |                                     |

## Risultati

### Batterie
| Pos. | Atleta           | Nazione       | Totale | Pos F |
| ---- | ---------------- | ------------- | ------ | ----- |
| 1    | Yukiko Goushi    | Giappone      | 1'10"2 | 6 Q   |
| 2    | Glenda Stirling  | Nuova Zelanda | 1'10"2 | 7 Q   |
| 3    | Christine Caron  | Francia       | 1'10"5 | 10 Q  |
| 4    | Bep Weeteling    | Paesi Bassi   | 1'12"5 | 24    |
| 5    | Jacqueline Brown | Gran Bretagna | 1'13"0 | 26    |
| 6    | Lidia Ramírez    | Messico       | 1'14"5 | 31    |

| Pos. | Atleta          | Nazione        | Totale | Pos F |
| ---- | --------------- | -------------- | ------ | ----- |
| 1    | Zdenka Gašparač | Jugoslavia     | 1'09"9 | 4 Q   |
| 2    | Jane Swagerty   | Stati Uniti    | 1'10"2 | 6 Q   |
| 3    | Andrea Gyarmati | Ungheria       | 1'11"3 | 13 Q  |
| 4    | Yvette Hafner   | Austria        | 1'11"8 | 18    |
| 5    | Adriana Comolli | Argentina      | 1'13"8 | 29    |
| 6    | Doris Meister   | Germania Ovest | 1'14"1 | 30    |
| 7    | Rosa Hasbún     | El Salvador    | 1'20"5 | 39    |

| Pos. | Atleta               | Nazione         | Totale | Pos F |
| ---- | -------------------- | --------------- | ------ | ----- |
| 1    | Elaine Tanner        | Canada          | 1'07"6 | 1 Q   |
| 2    | Lynne Watson         | Australia       | 1'09"4 | 2 Q   |
| 3    | María Corominas      | Spagna          | 1'10"7 | 12 Q  |
| 4    | Ulla Patrikka        | Finlandia       | 1'11"6 | 15 Q  |
| 5    | Angelika Kraus       | Germania Ovest  | 1'12"6 | 25    |
| 6    | Felicia Ospitaletche | Uruguay         | 1'17"7 | 36    |
| 7    | Nguyễn Thị Mỹ Lien   | Vietnam del Sud | 1'19"2 | 38    |

| Pos. | Atleta             | Nazione          | Totale | Pos F |
| ---- | ------------------ | ---------------- | ------ | ----- |
| 1    | Kendis Moore       | Stati Uniti      | 1'10"5 | 10 Q  |
| 2    | Tat'jana Savel'eva | Unione Sovietica | 1'11"7 | 17    |
| 3    | Anca Andreiu       | Romania          | 1'11"8 | 18    |
| 4    | Dianna Rickard     | Australia        | 1'12"4 | 23    |
| 5    | Anne Walton        | Canada           | 1'13"0 | 26    |
| 6    | María Procopio     | Argentina        | 1'15"9 | 34    |
| 7    | Shen Bao-Ni        | Taiwan           | 1'21"5 | 40    |

| Pos. | Atleta              | Nazione          | Totale | Pos F |
| ---- | ------------------- | ---------------- | ------ | ----- |
| 1    | Sylvie Canet        | Francia          | 1'10"4 | 9 Q   |
| 2    | Tinatin Lekveišvili | Unione Sovietica | 1'11"3 | 13 Q  |
| 3    | Bénédicte Duprez    | Francia          | 1'11"6 | 15 Q  |
| 4    | Patricia Sentous    | Argentina        | 1'13"5 | 28    |
| 5    | Pru Chapman         | Nuova Zelanda    | 1'15"2 | 32    |
| 6    | Carmen Ferracuti    | El Salvador      | 1'17"8 | 37    |

| Pos. | Atleta             | Nazione       | Totale | Pos F |
| ---- | ------------------ | ------------- | ------ | ----- |
| 1    | Kaye Hall          | Stati Uniti   | 1'09"8 | 3 Q   |
| 2    | Cobie Buter        | Paesi Bassi   | 1'10"0 | 5 Q   |
| 3    | Mária Balla-Lantos | Ungheria      | 1'11"9 | 20    |
| 4    | Cobie Sikkens      | Paesi Bassi   | 1'11"9 | 20    |
| 5    | Wendy Burrell      | Gran Bretagna | 1'12"0 | 22    |
| 6    | Francine Dauven    | Belgio        | 1'15"3 | 33    |
| 7    | Judit Bárányi      | Ungheria      | 1'16"0 | 35    |

### Semifinali
| Pos. | Atleta              | Nazione          | Totale | Pos F |
| ---- | ------------------- | ---------------- | ------ | ----- |
| 1    | Lynne Watson        | Australia        | 1'09"0 | 4 Q   |
| 2    | Kendis Moore        | Stati Uniti      | 1'09"6 | 6 Q   |
| 3    | Glenda Stirling     | Nuova Zelanda    | 1'10"1 | 8 Q   |
| 4    | Yukiko Goushi       | Giappone         | 1'10"2 | 9     |
| 5    | Bénédicte Duprez    | Francia          | 1'10"6 | 10    |
| 6    | Zdenka Gašparač     | Jugoslavia       | 1'10"8 | 12    |
| 7    | María Corominas     | Spagna           | 1'11"0 | 14    |
| 8    | Tinatin Lekveišvili | Unione Sovietica | 1'11"0 | 15    |

| Pos. | Atleta          | Nazione     | Totale | Pos F |
| ---- | --------------- | ----------- | ------ | ----- |
| 1    | Elaine Tanner   | Canada      | 1'07"4 | 1 Q   |
| 2    | Kaye Hall       | Stati Uniti | 1'08"2 | 2 Q   |
| 3    | Jane Swagerty   | Stati Uniti | 1'08"6 | 3 Q   |
| 4    | Sylvie Canet    | Francia     | 1'09"0 | 4 Q   |
| 5    | Andrea Gyarmati | Ungheria    | 1'09"9 | 7 Q   |
| 6    | Cobie Buter     | Paesi Bassi | 1'10"7 | 11    |
| 7    | Christine Caron | Francia     | 1'10"8 | 12    |
| 8    | Ulla Patrikka   | Finlandia   | 1'12"1 | 16    |

### Finale
| Pos.    | Atleta          | Nazione       | Totale | Nota            |
| ------- | --------------- | ------------- | ------ | --------------- |
| Oro     | Kaye Hall       | Stati Uniti   | 1'06"2 | Record mondiale |
| Argento | Elaine Tanner   | Canada        | 1'06"7 |                 |
| Bronzo  | Jane Swagerty   | Stati Uniti   | 1'08"1 |                 |
| 4       | Kendis Moore    | Stati Uniti   | 1'08"3 |                 |
| 5       | Andrea Gyarmati | Ungheria      | 1'09"1 |                 |
| 6       | Lynne Watson    | Australia     | 1'09"1 |                 |
| 7       | Sylvie Canet    | Francia       | 1'09"3 |                 |
| 8       | Glenda Stirling | Nuova Zelanda | 1'10"6 |                 |